# Сцинтилляция
Сцинтилля́ция (от лат. scintillatio, «мерцание») — люминесценция малой продолжительности (длительностью от наносекунд до микросекунд) возникающая в результате взаимодействия сплошной среды-сцинтиллятора с ионизирующим излучением (альфа-частицами, гамма-квантами, быстрыми электронами, протонами и другими заряженными частицами).
Явление сцинтилляции применяется для обнаружения частиц и излучения, например, сцинтилляционные детекторы регистрируют отдельные частицы.

## История
Явление было открыто У. Круксом, наблюдавшим свечение сульфида цинка при облучении его альфа-частицами от радиоактивного материала.

## Механизм возникновения
Конкретный механизм и параметры (спектр, длительность) сцинтилляции зависит от сцинтиллятора, общий принцип состоит в том, что электронная система атомов или молекул сплошной среды переходит в возбуждённое состояние после взаимодействия с заряженной частицей или гамма-частицей, а при возврате в основное невозбуждённое состояние или промежуточные возбуждённые состояния испускаются один или несколько оптических фотонов.
Передаваемая энергия в оптическое излучение и яркость вспышки сильно зависит от ионизирующей способности поглощённой частицы, например, свечение, вызываемое альфа-частицами и быстрыми протонами, значительно выше, чем свечение вызванное взаимодействием с электронами. Кроме того, интенсивность сцинтилляции зависит от энергии частицы, что позволяет определять энергетический спектр излучения.
Сцинтилляция наблюдается в органических веществах, а также во многих неорганических материалах — кристаллах, газах и жидкостях.
Спектр излучения большинства практически используемых сцинтилляторов лежит в синей и ультрафиолетовой частях спектра.

## Некоторые сцинтилляторы

### Неорганические сцинтилляторы
Неорганические сцинтилляторы в основном применяются для регистрации гамма-излучения, так как гамма-излучение плохо поглощается органическими материалами, причём чем более тяжёлые элементы (химические элементы с бо́льшим зарядом ядра) применены, тем выше поглощение. Поэтому в качестве сцинтилляторов в сцинтилляционных детекторах гамма-частиц применяются монокристаллы иодида натрия, активированные таллием NaI(Tl). Для увеличения быстродействия (уменьшения длительности высвечивания) используют монокристаллы фторида цезия CsF, но по световому выходу этот материал менее эффективен (5 % от светового выхода NaI).

### Органические сцинтилляторы

Рисунок 1. Электронные уровни энергии органической молекулы.
основное состояние,
возбуждённые синглетные состояния,
возбуждённые триплетные состояния,
и другие — колебательные подуровни.

В органических молекулах сцинтилляция вызывается электронными переходами в {\displaystyle \pi }-орбиталях атомов углерода. Большинство органических веществ в твёрдом состоянии образуют молекулярные кристаллы, в которых молекулы слабо связаны силами Ван-дер-Ваальса.
Основное состояние атома углерода — {\displaystyle 1s^{2}2s^{2}2p^{2}}. По теории валентных связей, в соединениях один из {\displaystyle 2s}-электронов углерода переходит в состояние {\displaystyle 2p}, что переводит атом углерода в состояние {\displaystyle 1s^{2}2s^{1}2p^{3}.} Для описания различных валентных связей углерода четыре орбитали валентных электронов, одна {\displaystyle 2s} и три {\displaystyle 2p} полагаются смешанными или гибридизированными в нескольких различных конфигурациях. Например, в тетраэдрической валентной конфигурации электронные орбитали {\displaystyle s} и {\displaystyle p^{3}} объединяются, образуя четыре смешанных орбитали. В другой электронной конфигурации — тригональной конфигурации, одна из {\displaystyle p}-орбиталей (например, {\displaystyle p_{z}}) остается неизменной, и три гибридные орбитали создаются путем смешивания {\displaystyle s,\ p_{x}} и {\displaystyle p_{y}} орбиталей. Орбитали, симметричные относительно осей связи и плоскости молекулы ({\displaystyle sp^{2}}) называют {\displaystyle \sigma }-электронами, и эти связи называются {\displaystyle \sigma }-связями. Орбиталь {\displaystyle p_{z}} называется {\displaystyle \pi }-орбиталью. {\displaystyle \pi }-связь возникает при взаимодействии двух {\displaystyle \pi }-орбиталей. Это происходит, когда их узловые плоскости находятся в одной плоскости.
В некоторых органических молекулах {\displaystyle \pi }-орбитали взаимодействуют, образуя общую узловую плоскость. Они образуют делокализованные {\displaystyle \pi }-электроны, которые могут быть возбуждены излучением. Переход в основное состояние делокализованных {\displaystyle \pi }-электронов вызывает люминесценцию.
Возбужденные состояния {\displaystyle \pi }-электронных систем можно объяснить с помощью модели внешних свободных электронов, предложенную Платтом (Platt) в 1949 году. Эта модель применяется для описания электронной структуры поликонденсированных углеводородов, состоящих из нескольких связанных бензольных колец, в которых ни один атом углерода не принадлежит более чем двум кольцам, а каждый другой атом углерода находится на периферии кольца.
Ароматическое кольцо можно представить как окружностью длиной {\displaystyle l}. Волновая функция электронной орбитали должна удовлетворять условию плоского ротатора:
{\displaystyle \psi (x)=\psi (x+l),}
где {\displaystyle x} — координата вдоль окружности.
Соответствующие этому случаю решения волнового уравнения Шредингера:
{\displaystyle {\begin{aligned}\psi _{0}&=\left({\frac {1}{l}}\right)^{\frac {1}{2}},\\\psi _{q1}&=\left({\frac {2}{l}}\right)^{\frac {1}{2}}\cos {\left({\frac {2\pi \ qx}{l}}\right)},\\\psi _{q2}&=\left({\frac {2}{l}}\right)^{\frac {1}{2}}\sin {\left({\frac {2\pi \ qx}{l}}\right)},\\E_{q}&={\frac {q^{2}\hbar ^{2}}{2m_{0}l^{2}}},\end{aligned}}}
где {\displaystyle q} — орбитальное квантовое число электронов в молекуле или число узлов волновой функции;
{\displaystyle m_{0}} — масса электрона;
{\displaystyle \hbar } — редуцированная постоянная Планка.
Поскольку у электрона спин может иметь два разных направления и он может вращаться по окружности в обеих направлениях, все уровни энергии, кроме самого нижнего, основного уровня, дважды вырождены.
На рисунке 1 показаны {\displaystyle \pi }-электронные уровни энергии органической молекулы. Поглощение излучения сопровождается молекулярной колебаниями и переходом в состояние {\displaystyle S_{1}} Из этого состояния происходит переход в состояние {\displaystyle S_{0}}, сопровождаемый флуоресценцией, при этом происходит часть переходов в триплетные состояния. Возбуждение триплетных состояний возможно и другими способами.

Рисунок 2. Типовая временна́я зависимость кривой высвечивания сцинтиллятора от единичного возбуждения ионизирующей частицей.

Триплетные состояния характерны тем, распадаются с гораздо более длительным временем, чем синглетные состояния, что приводит к так называемым медленным переходом в основное состояние, а процесс флуоресценции происходит быстро и называется быстрой составляющей сцинтилляции. В зависимости от конкретного случая, потери энергии на единицу длины пробега определённой частицы ({\displaystyle dE/dx}) разделяются на «быстрое» и «медленное» высвечивание и происходят с разной вероятностью. Таким образом, относительные интенсивности светового выхода распада этих состояний различаются для разных {\displaystyle dE/dx.} Эта особенность сцинтилляторов по длительностям свечения и послесвечения позволяет определить, какая частица была поглощена. Эта разница в форме светового импульса видна на его спадающей стороне, так как она связана с распадом возбужденных триплетных состояний (рисунок 2).